# Xuân Hồng, Ninh Bình
	Xuân Hồng		là một xã thuộc tỉnh Ninh Bình, Việt Nam. Trụ sở xã nằm cách phường Hoa Lư - trung tâm tỉnh lỵ Ninh Bình 42 km về phía Đông.		
Theo Nghị quyết số 1674/NQ-UBTVQH15 ngày 16/6/2025 về sắp xếp các đơn vị hành chính cấp xã của tỉnh Ninh Bình năm 2025, 	sắp xếp các xã Xuân Châu, Xuân Thành, Xuân Thượng và Xuân Hồng thành xã mới có tên gọi là xã Xuân Hồng.	
Xã Xuân Hồng	có diện tích:	27,61	km², 	dân số:	40.698	người, mật độ dân số: 	1474	người/km². 	
Đây là đơn vị có diện tích xếp thứ:	57	, số dân xếp thứ: 	20	và mật độ dân số xếp thứ: 	31	trong số 129 xã, phường ở Ninh Bình. 
Xã này là nơi có sông Hồng, sông Ninh Cơ chảy qua.

## Vị trí địa lý
Xuân Hồng nằm ở phía Tây Bắc của huyện Xuân Trường
- Phía Bắc giáp sông Hồng và huyện Vũ Thư (Thái Bình).
- Phía Đông giáp xã Xuân Châu, Xuân Thượng, Xuân Thủy và Xuân Ngọc.
- Phía Tây và phía Nam giáp sông Ninh Cơ và huyện Trực Ninh.

Làng Hành Thiện nằm ở ngã ba sông Hồng và sông Ninh Cơ, tiếp giáp với huyện Vũ Thư (Thái Bình) và huyện Trực Ninh.

## Diện tích và dân số
- Xuân Hồng là xã lớn nhất của huyện Xuân Trường.
- Xã có diện tích tự nhiên 10,98 km².
- Dân số của xã là 18.229 người (tính đến năm 2005).

## Các đơn vị hành chính
- Hành Thiện, Dũng Trí: từ xóm 1 đến xóm 15.
- Ngọc Tiên: từ xóm 16 đến xóm 22.
- Lục Thủy: từ xóm 23 đến xóm 27.
- Phú Yên: từ xóm 28 đến xóm 30 (làng Ngọc Tiên).
- Hồng Thiện: từ xóm 31 đến xóm 37.

## Danh nhân
Làng Hành Thiện
- Đặng Xuân Khu (tức Trường Chinh): Cố Tổng Bí Thư Ban Chấp Hành Trung Ương Đảng Cộng Sản Việt Nam.

## Làng Lục Thủy
Làng Lục Thủy
- Phạm Thanh Tùng: Anh Hùng Lao động.

## Làng Ngọc Tiên
Làng Ngọc Tiên
- Trịnh Huấn Giác: Tú Tài (Quan Tri Phủ Đoan Hùng).
- Nguyễn Hoàng Thuyết: Cố Chủ tịch UBND Đặc khu Vũng Tàu - Côn Đảo.

## Di tích lịch sử - văn hóa
- Nhà thờ Lục Thủy
- Chùa Keo Hành Thiện (tên chữ: Thần Quang tự 神光寺)
- Chùa Đĩnh Lan (tức chùa Ngoài Hành Thiện, tên chữ: Đĩnh Lan Tự)
- Chùa Ngọc Tiên (Thanh Quang Tự) 神光盛
- Đền Thờ Thành Hoàng làng Ngọc Tiên
- Đền Trần Ngọc Tiên
- Nhà thờ Ngọc Tiên
- Đình Lục Thủy (Ao Trung Linh - Đình Lục Thủy)
- Chùa Dũng Trí
- Nhà lưu niệm Tổng bí thư Trường Chinh.

## Đặc Sản
Làng Lục Thủy:
* Nem nắm (Gốc Lục Thủy, sau thành đặc sản cả huyện Xuân Trường, Giao Thủy và Hải Hậu).
* Rau cần Lục Thủy.
* Gạo tám và gạo nếp.
* Sản xuất cối xay lúa.
* Sản xuất bột dong và miến dong.
Làng Hành Thiện:
- Làng học với nhiều người đỗ đạt cao

Làng Ngọc Tiên:
- Gạo nếp Dự (gạo Ngự tiến Vua).
- Chuối ngự, Cam đường (Tiến Vua).
- Bắp cải (Được dân Hà Thành xa xưa ưa chuộng - 36 món ngon Hà Thành).
- Trồng dâu nuôi tằm dệt lụa.